# Diecezja Eisenstadt
Diecezja Eisenstadt – diecezja Kościoła rzymskokatolickiego we wschodniej Austrii, w metropolii wiedeńskiej, o granicach pokrywających się z terytorium kraju związkowego Burgenland. Powstała w 1922 roku jako administratura apostolska Burgenlandu. W 1960 została podniesiona do rangi diecezji. Siedzibą biskupa jest stolica landu, Eisenstadt. Patronem diecezji jest św. Marcin z Tours.

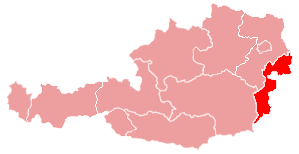
Diecezja na mapie administracyjnej Kościoła w Austrii